# The Doughnut
The Doughnut (La rosquilla) es el nombre informal con el que se conoce la sede del Government Communications Headquarters (GCHQ), una agencia británica de criptografía e inteligencia. Está ubicado en un sitio de 71,2 ha en Benhall, en los suburbios de Cheltenham (Reino Unido). Tiene 5500 empleados. Fue construido para modernizar y consolidar los múltiples edificios de GCHQ en Cheltenham. Su construcción finalizó en 2003 y el GCHQ se trasladó allí en 2004. Es el edificio más grande construido para operaciones secretas de inteligencia fuera de Estados Unidos. Era demasiado pequeño para la cantidad de personal cuando se completó, y un segundo edificio en un lugar secreto y no revelado en el 'área de Gloucestershire' ahora también alberga personal de GCHQ. Está rodeado de parqueaderos dispuestos en anillos concéntricos.
Su construcción la financió una iniciativa financiera privada y los costos de construcción aumentaron considerablemente tras las dificultades para transferir la infraestructura informática. El edificio es de diseño moderno y está construido principalmente con acero, aluminio y piedra. La gerencia de GCHQ aspiraba a que fuera tan conocido como el Pentágono.

## Contexto
La construcción finalizada en 2003 consolidó las operaciones previamente distribuidas en dos sitios y remplazó más de 50 edificios. El último personal del sitio cercano de GCHQ en Oakley fue transferido a The Doughnut a finales de 2011.
Su diseño refleja el nuevo modo de trabajo tras la Guerra Fría, y busca facilitar las comnicaciones entre los empleados. Se previó que cualquier trabajador pueda comunicarse directamente con cualquier colega en cinco minutos. El director de GCHQ no tiene oficina.

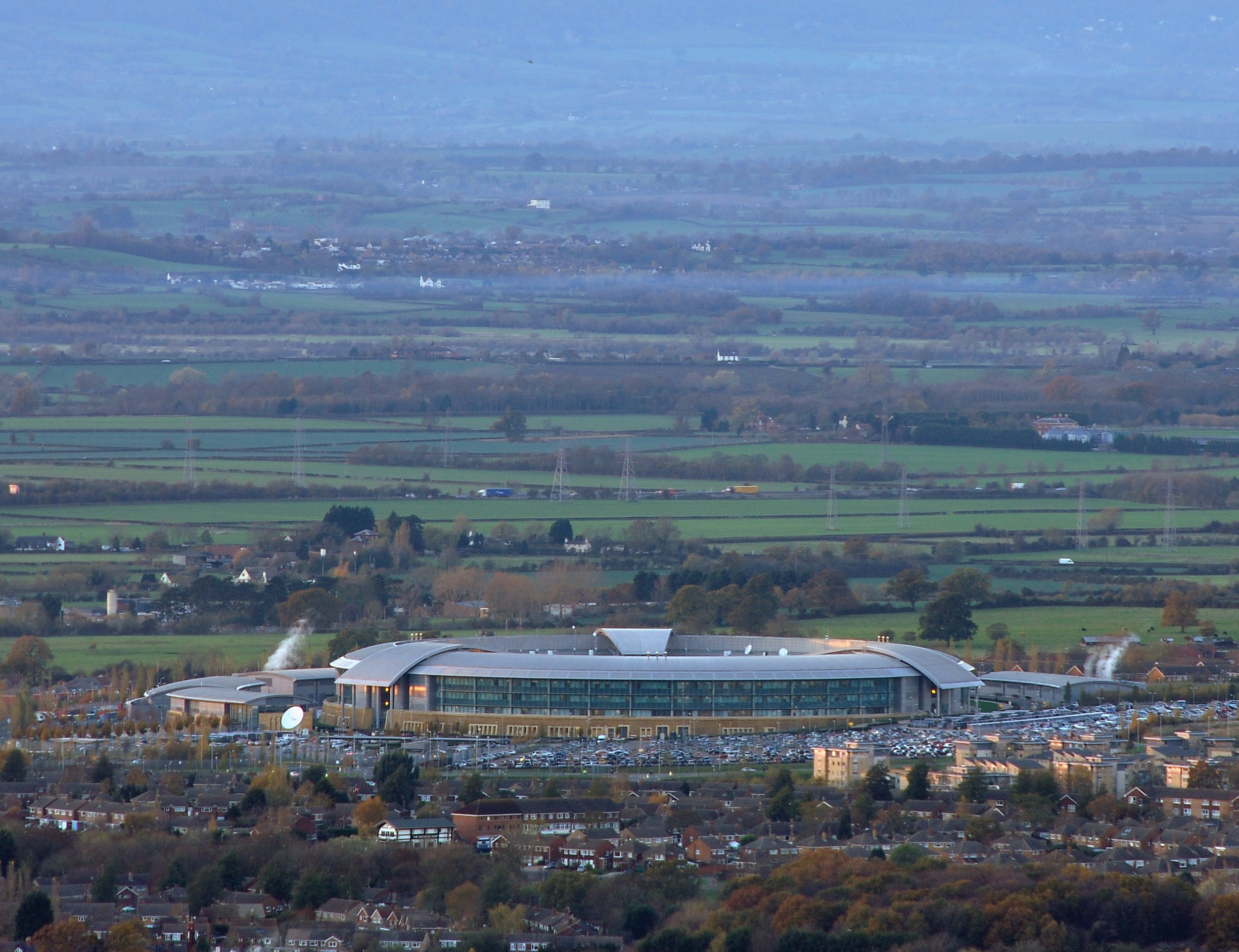
The Doughnut en 2010

Con un coste de 330 millones de libras, la construcción fue financiada por una iniciativa de financiación privada (PFI) presentada por un colectivo que incluía a la empresa británica de construcción y gestión de instalaciones Carillion (ahora desaparecida), la empresa de seguridad danesa Group 4/Falck (ahora G4S) y la empresa británica de telecomunicaciones BT Group. Se espera que el consorcio reciba 800 millones de libras para mantener el edificio durante 30 años. La obra fue el proyecto PFI más grande hasta la fecha para el gobierno británico. El edificio fue diseñado por el arquitecto británico Chris Johnson para el estudio de arquitectura estadounidense Gensler, y construido por Carillion.
En 2004, el presidente del Comité de Cuentas Públicas de los Comunes, Edward Leigh, criticó el costo creciente de la mudanza de GCHQ al Doughnut. «Fue asombroso que GCHQ no se diera cuenta de la magnitud del cambio mucho antes», dijo. En 2003 Leigh ya había advertido que el cálculo original era «asombrosamente inexacto».
Por razones de seguridad, GCHQ trasladó sus propias computadoras e infraestructura técnica al Doughnut, lo que provocó que el costo de su traslado aumentara de 41 millones de libras esterlinas a 450 millones de libras esterlinas en dos años. Los traslados del MI5 y el MI6 a nuevos edificios también habían costado más de tres veces sus estimaciones originales debido a problemas con la transferencia de computadoras. HM Treasury pagó 216 millones de libras por un presupuesto recién acordado de 308 millones de libras, habiéndose negado inicialmente a financiar la alta cifra original. El costo final del traslado de GCHQ a su nueva sede fue un 700 % mayor de lo previsto.
La complejidad de la red informática en GCHQ fue responsable del aumento de costos. Se encontraron problemas con la red mientras se preparaban las computadoras para el "error Millennium". El simple hecho de apagar cada computadora individualmente antes de reiniciarlas en The Doughnut habría dejado a GCHQ incapaz de completar el trabajo de inteligencia clave durante dos años, mientras que mover sus dispositivos electrónicos de acuerdo con el programa original sin "daños inaceptables" a la recopilación de inteligencia costaría 450 millones. En una revisión de la medida de GCHQ en 2003, la Oficina Nacional de Auditoría dijo que los ministros del gobierno nunca hubieran aprobado la consolidación de las instalaciones si se hubiera conocido el costo final.

## Diseño
The Doughnut está dividido en tres estructuras separadas de cuatro pisos, idénticas en diseño y conectadas en la parte superior e inferior. Con una superficie total de 139 354,5 m², el edificio contiene dos bloques circulares, divididos internamente por una "calle" cubierta de vidrio. Los materiales de construcción fueron principalmente acero, aluminio y piedra, particularmente granito y piedra caliza local de los montes Cotswold; los diseñadores incorporaron materiales reciclados en la estructura de acero y la construcción de escritorios. El diseño de fue posteriormente nominado para un premio para "destacar las mejoras al entorno construido y ajardinado" otorgado por la Sociedad Cívica de Cheltenham.
Una pasarela circular llamada The Street recorre todo el edificio. Un patio con jardín al aire libre se encuentra en medio de The Doughnut; este es lo suficientemente grande como para albergar el Royal Albert Hall. El patio tiene un monumento al personal de GCHQ que ha sido asesinado en servicio activo; unos cinco miembros del personal murieron en la guerra de Afganistán. Debajo del jardín hay bancos de supercomputadoras. The Doughnut mide 21,3 m altura y 182,9 m de diámetro. Los espacios individuales en incluyen el área 24/7/365 donde las personas que trabajan en "turnos pequeños de 12 horas monitorean los sistemas GCHQ y los boletines de noticias". El programa Action On permite al personal 24/7/365 actuar "rápida y libremente" para proporcionar información a las fuerzas armadas británicas para ayudar en sus operaciones. El Centro de Operaciones de Internet de The Doughnut (INOC) es donde "las mejores capacidades técnicas [se combinan] con los requisitos operativos más urgentes", según Charles Moore, quien visitó el edificio en 2014 para The Daily Telegraph.
La estructura de The Doughnut está diseñada para minimizar cualquier efecto potencial de un incendio o un ataque terrorista en el edificio; también incluye generadores de energía independientes que pueden suministrar energía a las instalaciones en caso de emergencia. Aproximadamente 2977,3 km de fibra óptica fueron instaladas en por British Telecom, y alrededor de 9656,0 km de cableado eléctrico se utilizaron en el edificio.
The Doughnut está rodeado de aparcamientos para coches y bicicletas en anillos concéntricos, custodiado por una valla metálica de 2 m y media docena de puntos de control de vehículos. Es servido por una carretera subterránea. 
Las instalaciones disponibles para el personal de The Doughnut incluyen un restaurante con capacidad para 600 personas, tiendas, un gimnasio y una sala de descanso o de oración. Las exhibiciones de la historia de GCHQ se muestran en todo el edificio, incluidas las radios utilizadas por Portland Spy Ring.

## Historia
The Doughnut fue inaugurado oficialmente en 2004 por la reina Isabel II. En 2008, el primer ministro Gordon Brown visitó The Doughnut. También lo ha visitado Carlos de Gales.
El edificio ya era demasiado pequeño para la cantidad de personal de GCHQ cuando se completó, ya que se había producido una gran expansión en el número de empleados como consecuencia de los ataques del 11 de septiembre de 2001. El personal ascendía a casi 6500 personas en 2008. Ese año se propuso adicionar un edificio de oficinas de dos pisos y un estacionamiento de tres pisos, pero la idea se descartó en 2011. Los nuevos edificios estaban destinados a facilitar la llegada de 800 empleados del antiguo sitio de GCHQ en Oakley. Inicialmente se pensó que The Doughnut sería adecuado para la totalidad del personal, pero 600 contratistas tuvieron que ser reubicados en un edificio secreto no revelado en el 'área de Gloucestershire'. Los parqueaderos para el personal de GCHQ en las carreteras residenciales cercanas ha causado "molestias" entre los residentes locales en Benhall. Se creía que la llegada de nuevo personal podría haber afectado aún más el estacionamiento local, pero GCHQ declaró que la presencia de los nuevos empleados se habría visto compensada por despidos.
El 1 de junio de 2007, el edificio y sus terrenos fueron designados como un lugar protegido a los efectos del artículo 128 de la Ley de policía y delincuencia organizada grave de 2005. El efecto del acto fue convertir en un delito penal específico que una persona ingrese ilegalmente al sitio.
Rara vez se concede acceso a los medios de comunicación, pero en 2010 fue visitado para el documental GCHQ: Cracking the Code de BBC Radio 4. Charles Moore entrevistó allí al director de GCHQ Iain Lobban para The Daily Telegraph en octubre de 2014, y el historiador y escritor Ben Macintyre, visitó The Doughnut para una serie de artículos para The Times en octubre de 2015.

### Campañas mediáticas
En octubre de 2014, 1.308 empleados de GCHQ formaron una amapola roja gigante en el patio central de The Doughnut para marcar el inicio de la campaña Amapola del recuerdode la Royal British Legion. Esta medía 38 m de altura. El personal se puso ponchos de lluvia rojos, con el centro negro de la amapola formado por los uniformes del personal de la Royal Navy.
The Doughnut se iluminó con luz amarilla para marcar el apoyo del personal de GCHQ a los perros guía y con un espectro de colores para conmemorar el Día Internacional contra la Homofobia, la Transfobia y la Bifobia. Se lleva a cabo un Día de la Comunidad anual en The Doughnut para resaltar el trabajo caritativo y voluntario del personal de GCHQ en la comunidad local de Cheltenham.
A principios de 2018, el edificio, entre otros, se iluminó con los colores del arco iris en apoyo de las causas LGBTQ.